# Microlepidotus inornatus
Microlepidotus inornatus és una espècie de peix pertanyent a la família dels hemúlids.que habita al Pacífic oriental central: des de la Baixa Califòrnia fins a Mazatlán (Mèxic).
Pot arribar a fer 45 cm de llargària màxima.
Menja mol·luscs i crustacis. A Mèxic és depredat per Makaira mazara.
És un peix marí, associat als esculls i de clima subtropical (28°N-18°N).
Es comercialitza fresc.
És inofensiu per als humans.